# Essay (China)
Essay (chinesisch 散文, Pinyin sǎnwén) bezeichnet in der chinesischen Literatur ungebundene Literatur im Gegensatz zu anderen Literaturgattungen wie Lyrik oder Lieddichtung. Chinesische Essays sind Prosawerke, die in verschiedenen Stilrichtungen und Formen vorliegen. Die früheren Essays behandelten erst historische, politische und philosophische Themen, spätere Essays bezogen sich auch auf theoretische und schöngeistige Themen.
Viele Formen der chinesischen Prosa werden als Essay angesehen, z. B. Pinselaufzeichnungen, biographische Schriften und Berichte von Reisen.
Vorläufer des Essays waren Klassiker des Konfuzianismus und Daoismus, die knapp, präzise und ausdrucksstark eine Vielzahl literarischer Stilmittel hervorbrachten. Diese Prosawerke zeigten eine hohe intellektuelle Entwicklung und waren gesellschaftlich besonders relevant und anerkannt.
Dieser klassische Stil (fugu) galt als vorbildlich in späteren Dynastien und es wurde der Versuch unternommen, ihn wiederzubeleben, besonders während der Tang- und Song-Dynastie, z. B. von Han Yu.
Eigenständigkeit und Unabhängigkeit als literarische Gattung lagen dann mit neuen Essayformen vor, wie z. B. Liu Zongyuans Landschaftsskizzen und Parabeln. Während am Hof weiterhin die Dichtung als maßgeblich angesehen wurde, etablierte sich der Essay in der Entfernung vom Kaiserhof. 
Herausragende Autoren von Prosa während der Song-Zeit waren vor allem Su Shi und Ouyang Xiu.
Während der Ming-Dynastie entstand dann eine kleine Form von Prosa, xiaopin bzw. xiaopinwen, die eine ausgeprägte Individualität zeigte und sich häufig auf alltägliche Beobachtungen bezog. Bekannte Autoren sind hier Zhang Dai und Yuan Hongda.
Essays wurden auch von Teilnehmern an den Staatsprüfungen geschrieben, dort wurde der achtgliedrige Aufsatz (bagu wen) verfasst, der ein besonders starres Schema aufwies, was dazu führte, dass hier die Ursache für die Verarmung des essayistischen Stils nach der Ming-Zeit liegen soll. Da diese Essays in Wenyan (Schriftsprache) verfasst wurden, dienten sie nur einer Eliteschicht, die den Essay als Selbstbestätigung und die klassische Schreibweise als Selbstzweck ansah. Von zunehmender Bedeutung in dieser Zeit waren deshalb das chinesische Drama und der chinesische Roman.
Nachdem in China auch die gesprochene Umgangssprache (Baihua) geschrieben wurde, gewann der Essay in der modernen Literatur wieder an Bedeutung. Aktuelle Ereignisse in Politik und Gesellschaft wurden hier schnell und spontan reflektiert. Eine besondere Form der modernen Prosa stellt das Zawen dar, der kritische Essay, der Erörterungen oder Schilderungen beinhaltet und unterschiedliche Formen haben kann wie z. B. flammende Aufrufe, sachliche Abhandlungen oder subjektiv geprägte Darstellungen. Ein moderner Autor, der den Essay inhaltlich und formal erneuerte, war Lu Xun, in dessen Prosaschriften häufig polemische Angriffe auf den politischen Gegner vorkommen, jedoch die traditionelle Reflexion beibehalten wurde. Zhou Zuoren und Qian Zhongshu hingegen bezogen sich in ihren Essays der Gelehrsamkeit auf die literarische Tradition, die in großer Fülle in China vorlag. Ihre Bedeutung jedoch nimmt stetig ab, aufgrund des Verschwindens einer allgemein anerkannten klassischen Bildung und Literatur.
Während der Ära Mao Zedongs war die Essayistik durch die von ihm 1942 geforderte Parteilichkeit sehr stark politischen Zwängen unterworfen. Erst durch die Reformpolitik und Liberalisierung ab Ende der 70er Jahre lebte die Essayistik in künstlerischer und thematischer Hinsicht wieder auf, z. B. durch Autoren wie Wang Meng und Zhang Jie.
In der heutigen Zeit liegt ein volkstümlicher Essay vor, der politisch-gesellschaftlich geprägt ist. Dabei haben sich einzelne, bestimmte Formen herausgebildet wie Feuilleton, kurze Zeitungskritik, Skizzen und skizzenhafte Gedankenniederschrift sowie Abhandlungen.